# Plaques de matrícula d'Alabama

Model de placa de matrícula d'Alabama.

Les plaques de matrícula d'Alabama es componen des del gener del 2022 d'un sistema de numeració alfanumèric format per set caràcters (en les següents combinacions: 1A2345B, 1A23BCD, 1A23B4C, 12A123B, 12A12B3, 12A1B23, 12A1BC2 o 12A2BCD) en que la primera i/o segona xifra indica el comtat emissor. Els caràcters són de color negre sobre un fons d'imatge gràfica reflectant anomenada Sunrise Beach, el nom de l'estat apareix en color blau centrat a la part superior i l'eslògan "www.alabama.travel" en blanc centrat a la inferior.
A partir del 2021 les plaques d'Alabama són emeses pel Departament d'Hisenda d'Alabama. I actualment només és obligatori portar la matrícula posterior.

## Mides
El 1956, els Estats Units, Mèxic i el Canadà van arribar a un acord amb l'Associació de Fabricants d'Automòbils en que es concretava una mida única de les plaques de vehicles de passatgers, per tant les plaques d'Alabama tenen unes mides de 150 mm per 300 mm (6 per 12 polzades), amb forats per poder-les muntar espaiats 180 mm (7 polzades), tot i que les dimensions poden variar lleugerament segons la jurisdicció.

## Codis

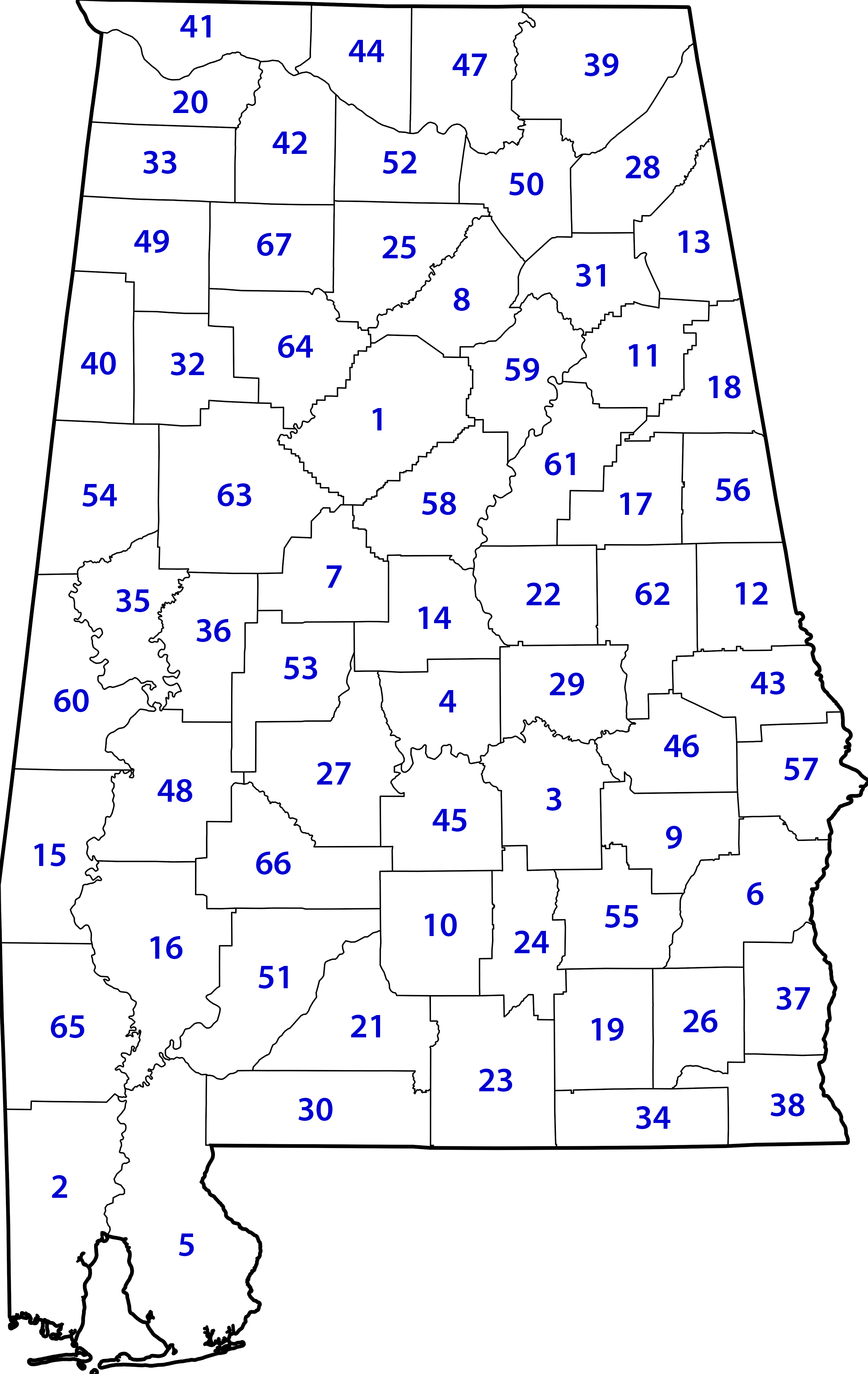
Mapa amb els codis de cadascun dels comtats d'Alabama.

Alabama va establir el 1941 un sistema numèric de codis de comtat numèric per a les matrícules, amb els codis 1, 2 i 3 assignats als tres comtats més poblats de l'època (Jefferson, Mobile i Montgomery) i els codis del 4 al 67 assignats, per ordre alfabètic, a la resta de comtats. El codi 70 es va afegir el 1948 per a les plaques de reemplaçament, seguit el 1966 pel codi 80 per a les plaques suplementàries als comtats que s'havien quedat sense plaques estàndard. Avui en dia aquest sistema de codificació continua en ús en les plaques dels vehicles de passatgers i en alguns altres tipus de no passatgers.
El següent llistat mostra els codis actuals de cada comtat:
| Codi | Nom del comtat |
| ---- | -------------- |
| 1    | Jefferson      |
| 2    | Mobile         |
| 3    | Montgomery     |
| 4    | Autauga        |
| 5    | Baldwin        |
| 6    | Barbour        |
| 7    | Bibb           |
| 8    | Blount         |
| 9    | Bullock        |
| 10   | Butler         |
| 11   | Calhoun        |
| 12   | Chambers       |
| 13   | Cherokee       |
| 14   | Chilton        |
| 15   | Choctaw        |
| 16   | Clarke         |
| 17   | Clay           |
| 18   | Cleburne       |
| 19   | Coffee         |
| 20   | Colbert        |
| 21   | Conecuh        |
| 22   | Coosa          |
| 23   | Covington      |
| 24   | Crenshaw       |
| 25   | Cullman        |
| 26   | Dale           |
| 27   | Dallas         |
| 28   | DeKalb         |
| 29   | Elmore         |
| 30   | Escambia       |
| 31   | Etowah         |
| 32   | Fayette        |
| 33   | Franklin       |
| 34   | Geneva         |
| 35   | Greene         |
| 36   | Hale           |
| 37   | Henry          |
| 38   | Houston        |
| 39   | Jackson        |
| 40   | Lamar          |
| 41   | Lauderdale     |
| 42   | Lawrence       |
| 43   | Lee            |
| 44   | Limestone      |
| 45   | Lowndes        |
| 46   | Macon          |
| 47   | Madison        |
| 48   | Marengo        |
| 49   | Marion         |
| 50   | Marshall       |
| 51   | Monroe         |
| 52   | Morgan         |
| 53   | Perry          |
| 54   | Pickens        |
| 55   | Pike           |
| 56   | Randolph       |
| 57   | Russell        |
| 58   | Shelby         |
| 59   | St. Clair      |
| 60   | Sumter         |
| 61   | Talladega      |
| 62   | Tallapoosa     |
| 63   | Tuscaloosa     |
| 64   | Walker         |
| 65   | Washington     |
| 66   | Wilcox         |
| 67   | Winston        |
| 68   | Reemplaçament  |
| 90   | Suplementari   |

## Història
Alguns municipis d'Alabama van emetre les seves pròpies matrícules per a vehicles tirats per cavalls i automòbils abans de 1911. La matrícula més antiga coneguda és una placa de bronze, "núm. 1", emesa per la ciutat de Bessemer en un vagó de dos cavalls el 1901. Mentre que la matrícula més antiga coneguda per a un automòbil és una placa de 1906 emesa per la ciutat de Birmingham, originalment assignada a un Ford de 6 cilindres de 1904. Entre 1909 i 1911, Birmingham i Mobile van emetre plaques anuals fetes d'acer recobert de porcellana, mentre que Montgomery, la capital de l'estat, va emetre una placa similar només el 1909. Dothan també va emetre una placa de porcellana el 1911.
L'estat va emetre per primera vegada les matrícules anuals l'1 d'octubre de 1911, amb la placa núm. 1 emesa a la funerària Leak de Montgomery. Les plaques de porcellana es van utilitzar fins al 1915, any en què l'estat va canviar a plaques metàl·liques en relleu. La placa de 1916–17 va ser la primera en incloure l'any de caducitat, mentre que la placa de 1921–22 va ser la primera a utilitzar un sistema de classes de mesura dels cavalls de potència, amb cada classe assignada a una lletra. La presó de Kilby, prop de Montgomery, es va fer càrrec de tota la fabricació de plaques el 1928.
El 1933, les classes de cavalls de potència van ser substituïdes per classes de pes del vehicle, utilitzant el mateix sistema de lletres; aquest sistema van durar fins al 1952. La codificació del comtat es va introduir el 1941.
Una llei de 1951 va afegir una silueta de cor i el lema "Heart of Dixie" a les matrícules de l'estat (començant per la placa de 1954–55), adoptant un eslògan creat per la Cambra de Comerç d'Alabama. El motiu del cor i l'eslògan es mantenen en ús a totes les plaques estàndard fins avui dia.
Amb l'acord de 1956 d'estandardització de les mides de les plaques dels vehicles (excepte les de les motocicletes) a 6 per 12 polzades (150 mm per 300 mm), i amb forats de muntatge estandarditzats. Les plaques de 1955-56 van ser les primeres en complir amb aquests estàndards.
Des del 1980, Alabama utilitza un sistema de registre esglaonat basat en la primera lletra del cognom del propietari del vehicle. Les matriculacions caduquen de gener a novembre, i els vehicles de flota, llogats i comercials caduquen al novembre.
Des del 1980, Alabama registra els vehicles amb un sistema de registre esglaonat, de gener a novembre, basat en la primera lletra del cognom del propietari. Les matriculacions dels vehicles de motor vencen l'últim dia del mes de renovació designat. Els vehicles llogats, comercials i de flota estan subjectes a renovació durant els mesos d'octubre i novembre, i les matriculacions d'aquest tipus de vehicles caduquen el 30 de novembre.

### Models de 2022 fins 1976
| Imatge | Data d'expedició             | Disseny | Lema | Combinació utilitzada                                   | Sèries emeses                                       | Notes |
| ------ | ---------------------------- | --- | --- | ------------------------------------------------------- | --------------------------------------------------- | --- |
|        | Gener 2022 – avui dia        | Caràcters en negre i imatge gràfica de Sunrise Beach; "ALABAMA" en blau centrat a dalt; "www.alabama.travel" en blanc centrat a baix. | "HEART OF DIXIE" en blanc dins un cor a baix a la dreta.                                                                        | 1A2345B 1A23BCD 12A345B 12A34B5 12A3B45 12A3BC4 12A3BCD | Codificat per comtat d'emissió (1a o 1r i 2a xifra) | |
|        | Gener 2014 – Desembre 2021   | Caràcters en negre i imatge gràfica d'un llac i un bosc. | "HEART OF DIXIE" en blanc dins un cor a baix a la dreta.                                                                        | 1AB2345 12AB234 12A2B34                                 | Codificat per comtat d'emissió (1a o 1r i 2a xifra) | Es va arribar a les sèries 47ZZ999 i 58ZZ999 als comtats de Madison i Shelby respectivament.                               |
|        | Gener 2009 – Desembre 2013   | Caràcters en negre, imatge gràfica de la costa del Golf d'Alabama i "Alabama" en cursiva blava centrat a baix. | "Sweet Home" en blau centrat a dalt. "HEART OF DIXIE" en blau dins un cor a baix a la dreta.                                    | 1A23B45 12A34B5                                         | Codificat per comtat d'emissió (1a o 1r i 2a xifra) | |
|        | Juny – Desembre 2008         | Com l'anterior, però amb els caràcters impresos enlloc de en relleu. | "Stars Fell On" en blanc centrat dins una barra blanca a dalt. "HEART OF DIXIE" en blanc dins un cor vermell a baix a la dreta. | 1A2345B 12A345B 47A1B2C                                 | Codificat per comtat d'emissió (1a o 1r i 2a xifra) | Al comtat de Madison d'arriba a la sèrie 47Z999Z.                                                                          |
|        | Gener 2002 – Desembre 2008   | Caràcters vermells en relleu sobre una placa blanca reflectant. Barra blava amb estels i notes musicals en blanc a la part superior. "Alabama" en vermell centrat a baix. | "Stars Fell On" en blanc centrat dins una barra blanca a dalt. "HEART OF DIXIE" en blanc dins un cor vermell a baix a la dreta. | 1A2345B 12A345B 47A1B2C                                 | Codificat per comtat d'emissió (1a o 1r i 2a xifra) | Al comtat de Madison d'arriba a la sèrie 47Z999Z.                                                                          |
|        | Gener 1997 – Desembre 2001   | Caràcters negres en relleu sobre una placa blanca reflectant. Degradat de blau cel amb estels a la part superior i degradat de vermell a la part inferior. "Alabama" en vermell centrat a baix. | "Heart of Dixie" en blau davant d'un cor vermell centrat a dalt.                                                                | 1AB2345 12AB345 47ABC12 47A1B23                         | Codificat per comtat d'emissió (1a o 1r i 2a xifra) | S'utilitza una combinació de 3 lletres i lletra-xifra-lletra al comtat de Madison després d'arribar a la sèrie 47ZZ999.    |
|        | Gener 1992 – Desembre 1996   | Caràcters blau en relleu sobre una placa blanca reflectant. "ALABAMA" en blau centrat a dalt, amb una línia blava a banda i banda. | "Heart of Dixie" en vermell centrat entre el nom de l'estat i la combinació utilitzada.                                         | 1ABC234 12ABC34                                         | Codificat per comtat d'emissió (1a o 1r i 2a xifra) | Les lletres E, I, O, Q, U i X no s'utilitzen. Aquesta norma continua vigent avui dia.                                      |
|        | Gener 1987 – Desembre 1991   | Caràcters blaus en relleu sobre una placa blanca reflectant. Dos cors vermells a dalt a l'esquerra i la dreta, connectats per dues línies vermelles. "Alabama" en vermell centrat a baix. | "HEART OF DIXIE" en vermell centrat a dalt entre les dues línies vermelles.                                                     | 1AB 2345 12AB 345                                       | Codificat per comtat d'emissió (1a o 1r i 2a xifra) | |
|        | Gener 1982 – Desembre 1986   | Caràcters vermells en relleu sobre una placa blanca reflectant. "Alabama" en blau marí centrat a dalt. | "HEART OF DIXIE" en blanc dins un cor blau a dalt a l'esquerra.                                                                 | 1A 23456 12A 3456 47 12345                              | Codificat per comtat d'emissió (1a o 1r i 2a xifra) | Es va arribar a la sèrie 47Z 9999 al comtat de Madison                                                                     |
|        | Octubre 1976 – Desembre 1981 | Caràcters blaus en relleu sobre una placa blanca reflectant. Imatge gràfica en vermell del Capitoli de l'estat d'Alabama al centre. A baix, la bandera d'Alabama a l'esquerra; un rectangle blau al centre; i el logotipp del Bicentenari dels Estats Units a la dreta. "ALABAMA" en blau centrat a dalt. | "HEART OF DIXIE" en blanc dins un cor vermell a dalt a l'esquerra.                                                              | ABC 123                                                 | AAA 001 fins aproximadament HDZ 999                 | Les primeres plaques portaven el comtat d'emissió en un adhesiu sobre el rectangle blau. Les lletres I i Q no s'utilitzen. |

### Models de 1976 fins 1911
| Imatge | Data d'expedició | Disseny | Lema                             | Combinació utilitzada        | Sèries emeses                                                           | Notes |
| ------ | ---------------- | --- | -------------------------------- | ---------------------------- | ----------------------------------------------------------------------- | --- |
|        | 1975–76          | Caràcters i vora blau cel en relleu sobre una placa blanca reflectant. A baix un "76" a l'esquerra, "ALABAMA" al centre i una silueta de cor a la dreta.              | "HEART OF DIXIE" centrat a dalt. | 1-12345 1A-12345 10-12345    | Codificat per comtat d'emissió (1a o 1r i 2a xifra)                     | |
|        | 1974–75          | Caràcters i vora negres en relleu sobre una placa groga reflectant. A baix una silueta de cor a l'esquerra, "ALABAMA" centrat i un "75" a la dreta.                   | "HEART OF DIXIE" centrat a dalt. | 1-12345 1A-12345 10-12345    | Codificat per comtat d'emissió (1a o 1r i 2a xifra)                     | |
|        | 1973–74          | Caràcters i vora negres en relleu sobre una placa blanca reflectant. A baix un "74" a l'esquerra, "ALABAMA" centrat i una silueta de cor a la dreta.                  | "HEART OF DIXIE" centrat a dalt. | 1-12345 1A-12345 10-12345    | Codificat per comtat d'emissió (1a o 1r i 2a xifra)                     | |
|        | 1972–73          | Caràcters i vora vermells en relleu sobre una placa blanca reflectant. A baix una silueta de cor a l'esquerra, "ALABAMA" centrat i un "73" a la dreta.                | "HEART OF DIXIE" centrat a dalt. | 1-12345 1A-12345 10-12345    | Codificat per comtat d'emissió (1a o 1r i 2a xifra)                     | |
|        | 1971–72          | Caràcters i vora negres en relleu sobre una placa verda reflectant. A baix una silueta de cor a l'esquerra, "ALABAMA" centrat i un "72" a la dreta.                   | "HEART OF DIXIE"centrat a dalt.  | 1-12345 1A-12345 10-12345    | Codificat per comtat d'emissió (1a o 1r i 2a xifra)                     | |
|        | 1970–71          | Caràcters i vora negres en relleu sobre una placa groga reflectant. A baix una silueta de cor a l'esquerra, "ALABAMA" centrat i un "71" a la dreta.                   | "HEART OF DIXIE" centrat a dalt. | 1-12345 1A-12345 10-12345    | Codificat per comtat d'emissió (1a o 1r i 2a xifra)                     | |
|        | 1969–70          | Caràcters i vora blau marí en relleu sobre una placa groga reflectant. A baix una silueta de cor a l'esquerra, "ALABAMA" centrat i un "70" a la dreta.                | "HEART OF DIXIE" centrat a dalt. | 1-12345 1A-12345 10-12345    | Codificat per comtat d'emissió (1a o 1r i 2a xifra)                     | |
|        | 1968–69          | Caràcters i vora verds en relleu sobre una placa blanca reflectant. A baix una silueta de cor a l'esquerra, "ALABAMA" centrat i un "69" a la dreta.                   | "HEART OF DIXIE" centrat a dalt. | 1-12345 1A-12345 10-12345    | Codificat per comtat d'emissió (1a o 1r i 2a xifra)                     | |
|        | 1967–68          | Caràcters i vora vermells en relleu sobre una placa blanca. A baix una silueta de cor a l'esquerra, "ALABAMA" centrat i un "68" a la dreta.                           | "HEART OF DIXIE" centrat a dalt. | 1-12345 1A-12345 10-12345    | Codificat per comtat d'emissió (1a o 1r i 2a xifra)                     | |
|        | 1966–67          | Caràcters i vora grocs en relleu sobre una placa blava. A baix una silueta de cor a l'esquerra, "ALABAMA" centrat i un "67" a la dreta.                               | "HEART OF DIXIE" centrat a dalt. | 1-12345 1A-12345 10-12345    | Codificat per comtat d'emissió (1a o 1r i 2a xifra)                     | |
|        | 1965–66          | Caràcters i vora blancs en relleu sobre una placa negra. A baix una silueta de cor a l'esquerra, "ALABAMA" centrat i un "66" a la dreta.                              | "HEART OF DIXIE" centrat a dalt. | 1-12345 1A-12345 10-12345    | Codificat per comtat d'emissió (1a o 1r i 2a xifra)                     | |
|        | 1964–65          | Caràcters i vora carabassa en relleu sobre una placa blava. A baix una silueta de cor a l'esquerra, "ALABAMA" centrat i un "65" a la dreta.                           | "HEART OF DIXIE" centrat a dalt. | 1-12345 1A-12345 10-12345    | Codificat per comtat d'emissió (1a o 1r i 2a xifra)                     | Els colors són els de la Universitat d'Auburn. |
|        | 1963–64          | Caràcters i vora blancs en relleu sobre una placa vermella. A baix una silueta de cor a l'esquerra, "ALABAMA" centrat i un "64" a la dreta.                           | "HEART OF DIXIE" centrat a dalt. | 1-12345 1A-12345 10-12345    | Codificat per comtat d'emissió (1a o 1r i 2a xifra)                     | Els colors són els de l'Alabama Crimson Tide de la Universitat d'Alabama.                                                                                            |
|        | 1962–63          | Caràcters i vora blancs en relleu sobre una placa blau marí. A baix una silueta de cor a l'esquerra, "ALABAMA" centrat i un "63" a la dreta.                          | "HEART OF DIXIE" centrat a dalt. | 1-12345 1A-12345 10-12345    | Codificat per comtat d'emissió (1a o 1r i 2a xifra)                     | |
|        | 1961–62          | Caràcters i vora blancs en relleu sobre una placa verda. A baix una silueta de cor a l'esquerra, "ALABAMA" centrat i un "62" a la dreta.                              | "HEART OF DIXIE" centrat a dalt. | 1-12345 1A-12345 10-12345    | Codificat per comtat d'emissió (1a o 1r i 2a xifra)                     | |
|        | 1960–61          | Caràcters i vora blancs en relleu sobre una placa negra. A baix una silueta de cor a l'esquerra, "ALABAMA" centrat i un "61" a la dreta.                              | "HEART OF DIXIE" centrat a dalt. | 1-12·345 1A-12·345 10-12·345 | Codificat per comtat d'emissió (1a o 1r i 2a xifra)                     | |
|        | 1959–60          | Caràcters i vora blancs en relleu sobre una placa blava. A baix una silueta de cor a l'esquerra, "ALABAMA" centrat i un "60" a la dreta.                              | "HEART OF DIXIE" centrat a dalt. | 1-12·345 1A-12·345 10-12·345 | Codificat per comtat d'emissió (1a o 1r i 2a xifra)                     | |
|        | 1958–59          | Caràcters i vora blaus en relleu sobre una placa blanca. A baix una silueta de cor a l'esquerra, "ALABAMA" centrat i un "59" a la dreta.                              | "HEART OF DIXIE" centrat a dalt. | 1-12·345 1A-12·345 10-12·345 | Codificat per comtat d'emissió (1a o 1r i 2a xifra)                     | |
|        | 1957–58          | Caràcters i vora blancs en relleu sobre una placa blava. A baix una silueta de cor a l'esquerra, "ALABAMA" centrat i un "58" a la dreta.                              | "HEART OF DIXIE" centrat a dalt. | 1-12·345 1A-12·345 10-12·345 | Codificat per comtat d'emissió (1a o 1r i 2a xifra)                     | |
|        | 1956–57          | Caràcters i vora grocs en relleu sobre una placa negra. A baix una silueta de cor a l'esquerra, "ALABAMA" centrat i un "57" a la dreta.                               | "HEART OF DIXIE" centrat a dalt. | 1-12·345 1A-12·345 10-12·345 | Codificat per comtat d'emissió (1a o 1r i 2a xifra)                     | |
|        | 1955–56          | Caràcters i vora negres en relleu sobre una placa groga. A baix una silueta de cor a l'esquerra, "ALABAMA" centrat i un "56" a la dreta.                              | "HEART OF DIXIE" centrat a dalt. | 1-12·345 1A-12·345 10-12·345 | Codificat per comtat d'emissió (1a o 1a i 2a xifra)                     | Primeres plaques de mida 6 x 12 polzades (150 mm per 300 mm) |
|        | 1954–55          | Caràcters i vora blancs en relleu sobre una placa verda. Una silueta de cor envoltant el codi del comtat a l'esquerra, "ALABAMA" centrat a dalt i un "55" a la dreta. | "HEART OF DIXIE" centrat a dalt. | 1 12·345 1A 12·345 10 12·345 | Codificat per comtat d'emissió (1a o 1a i 2a xifra)                     | Primer ús del lema "Heart of Dixie". |
|        | 1953–54          | Caràcters i vora blancs en relleu sobre una placa blava. "ALA. 54" centrat a baix.                                                                                    | Sense lema                       | 1-123·456 10-12·345          | Codificat per comtat d'emissió (1a o 1a i 2a xifra)                     | |
|        | 1952–53          | Caràcters i vora blaus en relleu sobre una placa blanca. "ALA. 53" centrat a baix.                                                                                    | Sense lema                       | 1-123·456 10-12·345          | Codificat per comtat d'emissió (1a o 1a i 2a xifra)                     | |
|        | 1951–52          | Caràcters i vora blancs en relleu sobre una placa blava. "ALA. 52" centrat a dalt.                                                                                    | Sense lema                       | 1A12·345 10A1·234            | Codificat per comtat d'emissió (1a o 1a i 2a xifra) i classe de pes (A) | |
|        | 1950–51          | Caràcters ui vora negres en relleu sobre una placa groga. "ALA. 51" centrat a baix.                                                                                   | Sense lema                       | 1A12·345 10A1·234            | Codificat per comtat d'emissió (1a o 1a i 2a xifra) i classe de pes (A) | |
|        | 1949–50          | Caràcters i vora grocs en relleu sobre una placa negra. "ALA. 50" centrat a dalt.                                                                                     | Sense lema                       | 1A12·345 10A1·234            | Codificat per comtat d'emissió (1a o 1a i 2a xifra) i classe de pes (A) | |
|        | 1948–49          | Caràcters i vora negres en relleu sobre una placa groga. "ALA. 49" centrat a baix.                                                                                    | Sense lema                       | 1A12·345 10A1·234            | Codificat per comtat d'emissió (1a o 1a i 2a xifra) i classe de pes (A) | |
|        | 1947–48          | Caràcters grocs en relleu sobre una placa negra. "ALABAMA 1948" centrat a dalt.                                                                                       | Sense lema                       | 1A12·345 10A1·234            | Codificat per comtat d'emissió (1a o 1a i 2a xifra) i classe de pes (A) | |
|        | 1946–47          | Caràcters negres en relleu sobre una placa platejada. "ALABAMA 1947" centrat a baix.                                                                                  | Sense lema                       | 1A12·345 10A1·234            | Codificat per comtat d'emissió (1a o 1a i 2a xifra) i classe de pes (A) | |
|        | 1945–46          | Caràcters blancs en relleu sobre una placa negra. "ALABAMA 1946" centrat a dalt.                                                                                      | Sense lema                       | 1A12·345 10A1·234            | Codificat per comtat d'emissió (1a o 1a i 2a xifra) i classe de pes (A) | |
|        | 1944–45          | Caràcters grocs en relleu sobre una placa negra. "ALABAMA 1945" centrat a baix.                                                                                       | Sense lema                       | 1A12·345 10A1·234            | Codificat per comtat d'emissió (1a o 1a i 2a xifra) i classe de pes (A) | |
|        | 1943–44          | Caràcters negres en relleu sobre una placa groga. "ALABAMA 1944" centrat a dalt.                                                                                      | Sense lema                       | 1A12·345 10A1·234            | Codificat per comtat d'emissió (1a o 1a i 2a xifra) i classe de pes (A) | |
|        | 1941–43          | Caràcters grocs en relleu sobre una placa negra. "ALABAMA 1942" centrat a baix.                                                                                       | Sense lema                       | 1A12·345 10A1·234            | Codificat per comtat d'emissió (1a o 1a i 2a xifra) i classe de pes (A) | Primer ús dels codis de comtat. Revalidada fins al 30 de setembre de 1943, amb adhesius al parabrisa, degut a l'escassetat de metall per a la Segona Guerra Mundial. |
|        | 1940–41          | Caràcters negres en relleu sobre una placa groga. "ALA. 1941" centrat a dalt.                                                                                         | Sense lema                       | A 123-456                    | Codificat per classe de pes (A)                                         | |
|        | 1939–40          | Caràcters i vora grocs en relleu sobre una placa negra. A dalt "ALA." a l¡esquerra i "40" a la dreta.                                                                 | Sense lema                       | 123-456A                     | Codificat per classe de pes (A)                                         | |
|        | 1938–39          | Caràcters i vora negres en relleu sobre una placa platejada. A baix "ALABAMA" i "39" a la dreta.                                                                      | Sense lema                       | A123-456                     | Codificat per classe de pes (A)                                         | |
|        | 1937–38          | Caràcters i vora vermells en relleu sobre una placa blau marí. A dalt "ALABAMA" i "38" a la dreta.                                                                    | Sense lema                       | 123-456A                     | Codificat per classe de pes (A)                                         | |
|        | 1936–37          | Caràcters i vora blaus en relleu sobre una placa blanca. A baix "ALA. FRONT" (plaques davanteres) or "ALABAMA" (plaques posteriors) i "37" a la dreta.                | Sense lema                       | 123-456A                     | Codificat per classe de pes (A)                                         | Plaques davanteres i posteriors diferents. |
|        | 1935–36          | Caràcters i vora vermells en relleu sobre una placa blanca. A dalt "ALABAMA" i "36" a la dreta.                                                                       | Sense lema                       | 123-456A                     | Codificat per classe de pes (A)                                         | |
|        | 1934–35          | Caràcters i vora blancs en relleu sobre una placa verda. A baix "ALABAMA" i "35" a la dreta.                                                                          | Sense lema                       | 123-456A                     | Codificat per classe de pes (A)                                         | |
|        | 1933–34          | Caràcters i vora negres en relleu sobre una placa carabassa. A dalt "ALABAMA" i "34" a la dreta.                                                                      | Sense lema                       | 123-456A                     | Codificat per classe de pes (A)                                         | |
|        | 1932–33          | Caràcters i vora blanques en relleu sobre una placa blau cel. A baix "ALABAMA"i "33" a la dreta.                                                                      | Sense lema                       | 123-456A                     | Codificat per classe de potència (A)                                    | |
|        | 1931–32          | Caràcters i vora negres en relleu sobre una placa blanca. A dalt "ALABAMA" i "32" a la dreta.                                                                         | Sense lema                       | 123-456A                     | Codificat per classe de potència (A)                                    | |
|        | 1930–31          | Caràcters i vora grocs en relleu sobre una placa verda. A dalt "ALABAMA"i "31" a l'esquerra.                                                                          | Sense lema                       | A123-456                     | Codificat per classe de potència (A)                                    | |
|        | 1929–30          | Caràcters i vora blancs en relleu sobre una placa vermella. A dalt "ALABAMA" i "30" a la dreta.                                                                       | Sense lema                       | 123-456A                     | Codificat per classe de potència (A)                                    | |
|        | 1928–29          | Caràcters i vora grocs en relleu sobre una placa negra. A baix "ALABAMA" i "29" a la dreta.                                                                           | Sense lema                       | 123-456A                     | Codificat per classe de potència (A)                                    | |
|        | 1927–28          | Caràcters i vora negres en relleu sobre una placa groga. A baix "ALABAMA" i "28" a la dreta.                                                                          | Sense lema                       | 123-456A                     | Codificat per classe de potència (A)                                    | |
|        | 1926–27          | Caràcters i vora blancs en relleu sobre una placa negra. A baix "ALABAMA 1927" centrat.                                                                               | Sense lema                       | A-123-456                    | Codificat per classe de potència (A)                                    | Primer ús del nom complet de l'estat. |
|        | 1925–26          | Caràcters i vora blancs en relleu sobre una placa verda. A baix "1926 PRIVATE ALA." centrat.                                                                          | Sense lema                       | A-123-456                    | Codificat per classe de potència (A)                                    | |
|        | 1924–25          | Caràcters i vora blancs en relleu sobre una placa vermella. A baix "1925 PRIVATE ALA." centrat.                                                                       | Sense lema                       | A-123-456                    | Codificat per classe de potència (A)                                    | |
|        | 1923–24          | Caràcters i vora marró en relleu sobre una placa crema. A baix "ALA. PRIVATE 1924" centrat.                                                                           | Sense lema                       | A-123-456                    | Codificat per classe de potència (A)                                    | |
|        | 1922–23          | Caràcters i vora blancs en relleu sobre una placa blau marí. A la dreta "23" i en vertical "ALA"; a baix "PRIVATE" centrat.                                           | Sense lema                       | A-12345                      | Codificat per classe de potència (A)                                    | |
|        | 1921–22          | Caràcters i vora negres en relleu sobre una placa groga. A la dreta "22" i en vertical "ALA"; a baix "PRIVATE" centrat.                                               | Sense lema                       | A-12345                      | Codificat per classe de potència (A)                                    | |
|        | 1920–21          | Caràcters i vora vermelles en relleu sobre una placa blanca. A l'esquerra "21" i a la dreta "ALA" tots dos en vertical.                                               | Sense lema                       | 12345                        | 00001 fins 69600 (aproximadament)                                       | |
|        | 1919–20          | Caràcters i vora negres en relleu sobre una placa blanca. A l'esquerra "20" i a la dreta "ALA" tots dos en vertical.                                                  | Sense lema                       | 12345                        | 00001 fins 64700 (aproximadament)                                       | |
|        | 1918–19          | Caràcters i vora blancs en relleu sobre una placa verd fosc. A l'esquerra "ALA" i a la dreta "19" tots dos en vertical.                                               | Sense lema                       | 12345                        | 00001 fins 49500 (aproximadament)                                       | |
|        | 1917–18          | Caràcters i vora blaus en relleu sobre una placa gris. A l'esquerra "1918" i a la dreta "ALA" tots dos en vertical.                                                   | Sense lema                       | 12345                        | 1 fins 30200 (aproximadament)                                           | |
|        | 1916–17          | Caràcters i vora vermells en relleu sobre una placa blanca. A l'esquerra "ALA" i a la dreta "1917" tots dos en vertical.                                              | Sense lema                       | 12345                        | 1 fins 25000; 35001 fins 36600 (aproximadament)                         | Primera placa que mostra l'any. |
|        | 1915–16          | Caràcters i vora negres en relleu sobre una placa groga. A l'esquerra en vertical "ALA".                                                                              | Sense lema                       | 12345                        | 1 fins 10000; 15001 fins 24100 (aproximadament)                         | Primera placa amb els caràcters en relleu. |
|        | 1914–15          | Caràcters blancs sobre una placa verda de porcellana. A l'esquerra "ALA" en vertical.                                                                                 | Sense lema                       | 12345                        | 1 fins 12100 (aproximadament)                                           | |
|        | 1913–14          | Caràcters negres sobre una placa blanca de porcellana. A l'esquerra "ALA" en vertical.                                                                                | Sense lema                       | 1234                         | 1 fins 8300 (aproximadament)                                            | |
|        | 1912–13          | Caràcters negres sobre una placa carabassa de porcellana. A l'esquerra "ALA" en vertical.                                                                             | Sense lema                       | 1234                         | 1 fins 4800 (aproximadament)                                            | |
|        | 1911–12          | Caràcters blancs sobre una placa blava de porcellana. A l'esquerra "ALA" en vertical.                                                                                 | Sense lema                       | 1234                         | 1 fins 4000 (aproximadament)                                            | |

## Altres tipus

### Especials
Llista amb els models especials de matrícula disponibles a l'estat d'Alabama:
| Imatge                                 | Organització o causa | Primera expedició        | Combinació utilitzada                   | Notes |
| -------------------------------------- | --- | ------------------------ | --------------------------------------- | --- |
|                                        | Active Reserve | Redisseny el 2009        | 12AB                                    | |
| 150x                                   | Alabama A&M University |                          |                                         | Disponible amb combinació personalitzada.                                                                                      |
|                                        | Alabama Cattlemen's Association |                          | 1A23B                                   | Disponible amb combinació personalitzada.                                                                                      |
|                                        | Alabama Children's Trust Fund |                          |                                         | Disponible amb combinació personalitzada.                                                                                      |
|                                        | Alabama State University |                          | ABC123                                  | Disponible amb combinació personalitzada.                                                                                      |
|                                        | Alabama Wildlife Federation |                          | 1A23B                                   | Disponible amb combinació personalitzada.                                                                                      |
|                                        | Amateur Radio |                          | Diverses combinacions                   | |
|                                        | Athens State University |                          |                                         | Disponible amb combinació personalitzada.                                                                                      |
|                                        | Atomic Nuked Veteran |                          | A12B3                                   | |
|                                        | Atomic Nuked Veteran - Discapacitat |                          | A12B                                    | |
|                                        | Auburn University |                          | 12A3B                                   | Disponible amb combinació personalitzada.                                                                                      |
|                                        | Barber Vintage Motorsports Museum - Motorcicleta |                          |                                         | Disponible amb combinació personalitzada.                                                                                      |
|                                        | Barber Vintage Motorsports Museum |                          |                                         | Disponible amb combinació personalitzada.                                                                                      |
|                                        | Birmingham-Southern College |                          |                                         | Disponible amb combinació personalitzada.                                                                                      |
|                                        | Breast Cancer Research Foundation of Alabama | 2009                     |                                         | Disponible amb combinació personalitzada.                                                                                      |
|                                        | Choose Life |                          | 1A23B                                   | |
|                                        | Curing Childhood Cancer |                          | 12A3B                                   | Disponible amb combinació personalitzada.                                                                                      |
|                                        | Desert Shield/Desert Storm Veteran |                          | A12B3                                   | |
|                                        | Desert Shield/Desert Storm Veteran - Discapacitat |                          | A12B                                    | |
|                                        | Disabled Veteran |                          | V12345                                  | Adhesiu amb el nom del conflicte col·locat a la part inferior de la placa.                                                     |
|                                        | Disabled Veteran - Discapacitat |                          | AB12                                    | Adhesiu amb el nom del conflicte col·locat a la part inferior de la placa.                                                     |
|                                        | Drive Out Ovarian Cancer | 2009                     |                                         | Disponible amb combinació personalitzada.                                                                                      |
|                                        | Ducks Unlimited |                          | ABC123                                  | Disponible amb combinació personalitzada.                                                                                      |
|                                        | Mestre d'escola | Redisseny el 2009        | AB123                                   | Disponible amb combinació personalitzada.                                                                                      |
|                                        | Faulkner University | Redisseny el 2009        |                                         | Disponible amb combinació personalitzada.                                                                                      |
| Fitxer:Farming Feeds Alabama Plate.png | Farming Feeds Alabama |                          | ABC123                                  | Disponible amb combinació personalitzada.                                                                                      |
|                                        | Fight Breast Cancer | 2009                     |                                         | Disponible amb combinació personalitzada.                                                                                      |
|                                        | Fire Fighter |                          | F12345                                  | |
|                                        | First to the Moon and Beyond |                          | ABC123                                  | Disponible amb combinació personalitzada.                                                                                      |
|                                        | Forests Forever |                          | ABC123                                  | Disponible amb combinació personalitzada.                                                                                      |
|                                        | Forever Wild |                          | 1234FW                                  | Disponible amb combinació personalitzada.                                                                                      |
|                                        | Former Prisoner of War |                          | POW 1234                                | Amb el lema "God Bless America"                                                                                                |
|                                        | Former Prisoner of War |                          | POW 1AB                                 | Amb el lema "God Bless America"                                                                                                |
|                                        | Fraternal Order of Police |                          | 123FA 12AB3                             | |
|                                        | Placa especial genèrica: Alabama Association of Realtors; Civitan International; Delta Sigma Theta; Letter Carrier; NASCAR; Organ Donor; Retired Educator; Square Dancer; Take a Kid Fishing. |                          | 12A3B 1A2B3                             | Adhesiu que promou l'organització o la causa aplicada a l'esquerra de la combinació. Disponible amb combinació personalitzada. |
|                                        | Global War on Terrorism Veteran |                          | 12A3B                                   | |
|                                        | Global War on Terrorism Veteran - Discapacitat |                          |                                         | |
|                                        | God Bless America | 2006, Redisseny el 2013  | AB12345, 12345AB, 1234AB5               | |
| Fitxer:Helping Schools Plate.png       | Helping Schools |                          | HS123A                                  | Disponible amb combinació personalitzada.                                                                                      |
|                                        | Helping Uninsured Children | aprox. 2008              |                                         | Disponible amb combinació personalitzada.                                                                                      |
|                                        | Huntingdon College |                          | 1A23B                                   | Disponible amb combinació personalitzada.                                                                                      |
|                                        | Jacksonville State University |                          |                                         | Disponible amb combinació personalitzada.                                                                                      |
|                                        | Judson College |                          |                                         | Available in personalized format.                                                                                              |
|                                        | Korean War Veteran |                          | A12B3                                   | |
|                                        | Korean War Veteran - Discapacitat |                          | A12B                                    | |
|                                        | Medal of Honor |                          | MOH 1                                   | |
|                                        | Medal of Honor - Discapacitat |                          | 1AB                                     | |
|                                        | Miles College |                          |                                         | Disponible amb combinació personalitzada.                                                                                      |
| 150x                                   | National Guard | Redisseny el 2008        | 12345 (fins 2008) N/G (2008—avui dia)   | |
|                                        | National Guard - Discapacitat |                          | 1AB (fins 2008) unknown (2008—avui dia) | |
|                                        | National Wild Turkey Federation |                          |                                         | Disponible amb combinació personalitzada.                                                                                      |
|                                        | Oakwood College |                          | 1A23B                                   | Available in personalized format.                                                                                              |
|                                        | Pearl Harbor Survivor |                          | 1A2                                     | |
|                                        | Pearl Harbor Survivor - Disabled |                          | AB1                                     | |
|                                        | Protect Our Environment |                          | ABC123                                  | Disponible amb combinació personalitzada.                                                                                      |
|                                        | Purple Heart | Redissenyada el 2009     | PH12A                                   | Amb el lema "Combat Wounded"                                                                                                   |
|                                        | Purple Heart — Discapacitat | Redisseny el 2009        | AB1                                     | "Combat Wounded" legend |
|                                        | Rescue Squad | Redisseny el 2009        | RS 12345                                | |
|                                        | Samford University | Redissenyada el 2009     | SU12A                                   | Disponible amb combinació personalitzada.                                                                                      |
|                                        | Save the Cahaba |                          |                                         | Disponible amb combinació personalitzada.                                                                                      |
|                                        | Selma University |                          | 1A23B                                   | Disponible amb combinació personalitzada.                                                                                      |
|                                        | Shriners Hospitals for Children |                          | AB 12                                   | |
|                                        | Sons of Confederate Veterans |                          | AB123                                   | Disponible amb combinació personalitzada.                                                                                      |
|                                        | Spay and Neuter | 2009                     |                                         | Disponible amb combinació personalitzada.                                                                                      |
|                                        | Spring Hill College |                          | SHC123                                  | Disponible amb combinació personalitzada.                                                                                      |
|                                        | Stillman College |                          | 123 SC                                  | Disponible amb combinació personalitzada.                                                                                      |
|                                        | Support the Arts |                          |                                         | Disponible amb combinació personalitzada.                                                                                      |
|                                        | Talladega College |                          | 12 TC 123 TC                            | |
|                                        | Tuskegee University |                          | T123U                                   | |
|                                        | Troy University |                          |                                         | Disponible amb combinació personalitzada.                                                                                      |
|                                        | University of Alabama | Redisseny el 2004 i 2009 | ABC123                                  | Disponible amb combinació personalitzada.                                                                                      |
|                                        | University of Alabama Birmingham |                          | A1B23                                   | Disponible amb combinació personalitzada.                                                                                      |
|                                        | University of Alabama in Huntsville |                          |                                         | Disponible amb combinació personalitzada.                                                                                      |
|                                        | University of Mobile |                          | A1B23                                   | Disponible amb combinació personalitzada.                                                                                      |
|                                        | University of Montevallo | Redisseny el 2008        | A123B                                   | Disponible amb combinació personalitzada.                                                                                      |
|                                        | University of North Alabama | Redisseny el 2009        | UNA123                                  | Disponible amb combinació personalitzada.                                                                                      |
|                                        | University of South Alabama | Redisseny el 2009        | SA123                                   | Disponible amb combinació personalitzada.                                                                                      |
|                                        | University of West Alabama | Redisseny el 2009        | 123WA                                   | Disponible amb combinació personalitzada.                                                                                      |
|                                        | U.S. Armed Forces - Retired |                          | A1B23                                   | Adhesiu amb la branca de servei col·locada entre els forats inferiors de la placa.                                             |
|                                        | U.S. Armed Forces - Retired - Discapacitat |                          | 1234A                                   | Adhesiu amb la branca de servei col·locada entre els forats inferiors de la placa.                                             |
|                                        | Personalitzada |                          | various                                 | |
|                                        | Vietnam Veteran |                          | A12B3                                   | |
|                                        | Vietnam Veteran - Discapacitat |                          | A12B3                                   | |
|                                        | World War II Veteran - American Campaign |                          | A12B3                                   | |
|                                        | World War II Veteran - American Campaign - Discapacitat |                          | A12B                                    | |
|                                        | World War II Veteran - Asiatic Campaign |                          | A12B3                                   | |
|                                        | World War II Veteran - Asiatic Campaign - Discapacitat |                          | A12B                                    | |
|                                        | World War II Veteran - Battle of the Bulge |                          | A12B3                                   | |
|                                        | World War II Veteran - Battle of the Bulge - Discapacitat |                          | A12B                                    | |
|                                        | World War II Veteran - European Campaign |                          | A12B3                                   | |
|                                        | World War II Veteran - European Campaign |                          | A12B                                    | |